# Дановский, Боян
Боян Иванов Дановский (болг. Боян Иванов Дановски; 19 августа 1899, Русе, Княжество Болгария – 9 марта 1976, София, НРБ) – болгарский театральный деятель, драматург, режиссёр, театральный педагог, театральный критик, переводчик. Народный артист Болгарии (1959). Лауреат Димитровской премии (1950 и 1962).

## Биография
Образование получил в Милане. По возвращении в Болгарию работал над переводами, занимался литературной деятельностью, позже сосредоточился на театре. Учился режиссуре в Германии, где познакомился с Б. Брехтом. 
В 1931 - 1932 годах работал в Германии; по возвращении на родину возглавлял театральную студию "Народная сцена", созданную им по образцу немецких революционных театров. 
В 1934 году 4 месяца провёл в Москве, познакомился  с режиссёрскими методами Константина Станиславского, Всеволода Мейерхольда, Александра Таирова и др. и стал их последователем.
Поставил в софийском Народном театре остро сатирические спектакли: "Меркаде" Бальзака (1935), "Как вам это понравится" Шекспира (1936) и др. 
Работал в театре Русе, в 1935 году основал свой театр «Студия» в Софии (1936-1937). В 1942 - 1945 годах жил в Константинополе и в Каире. Возвратившись в Софию 
в 1946 – 1947 годах – главный режиссёр Софийской Национальной оперы. С 1947 по 1951 год был главным режиссёром Национального театра Ивана Вазова, поставил спектакли: "Под игом" Вазова, "Молодая гвардия"; "Тревога" Василева, "Егор Булычов и другие", "Бронепоезд 14-69" и др. 
Руководил Народным театром молодёжи, поставил "Счастье" Василева и др. С 1958 - режиссёр и директор Государственного театра сатиры; поставил здесь яркий сатирический спектакль "Клоп". С 1948 года вёл педагогическую работу в Высшем институте театрального искусства им. К. Сарафова (София). 
Автор пьесы "Тайны" (1960, совм. с П. Славинским). Написал книги: "Руководство для любителей театра", "Театр и зрители", "Театр".
В качестве театрального критика сотрудничал с различными изданиями, занимался переводами пьес.
Умер в Софии 9 марта 1976 г.